# Mónika Lamperth
Mónika Lamperth (ur. 5 września 1957 we wsi Bácsbokod) – węgierska prawniczka i polityk Węgierskiej Partii Socjalistycznej, minister spraw wewnętrznych Węgier w latach 2002-2006 (w rządzie Pétera Medgyessy'ego (2002-2004) i w pierwszym rządzie Ferenca Gyurcsány'ego), następnie w latach 2006-2007 (początki drugiego rządu Ferenca Gyurcsány'ego) minister ds. samorządu i rozwoju lokalnego, a w latach 2007-2008 minister spraw społecznych i pracy. Deputowana do węgierskiego Zgromadzenia Narodowego w latach 1994–2014.
Ukończyła studia na Uniwersytecie Jana Pannoniusa, od 2000 roku tworzący Uniwersytet w Peczu.
Monika Lamperth była jednym z polityków Węgierskiej Partii Socjalistycznej, których nagrania opublikowano w 2006 roku i które doprowadziły do protestów społecznych. Wyemitowane przez państwowe węgierskie radio nagranie przedstawiało minister Lamberth przedstawiającą plan zajęcia możliwie wielu miejsc w regionalnych gremiach ds. rozwoju przez przedstawicieli koalicji rządzącej i zabezpieczenie w ten sposób dystrybucji środków przed politykami konkurencyjnego Fideszu.